# Просительницы (Эсхил)
«Проси́тельницы» (греч. Ἱκέτιδες, Hiketides; другие варианты перевода — «Молящие», «Умоляющие») — трагедия древнегреческого драматурга Эсхила (первая половина V века до н. э.), одна из семи его пьес, текст которых полностью сохранился. Первая часть тетралогии о Данаидах, в которую входили также трагедии «Данаиды» и «Египтяне» и сатировская драма «Амимона» (их текст утрачен за исключением отдельных фрагментов).

## Проблема датировки
Дата написания и первой постановки «Просительниц» неизвестна. До 1950-х годов исследователи относили эту пьесу к раннему периоду творчества Эсхила, то есть к периоду от 490-х до 470-х годов до н. э. Соответственно «Просительницы» считались самой ранней из сохранившихся древнегреческих пьес, и подтверждение тому антиковеды видели в неразвитости «драматургической и театральной техники»: главный герой здесь — хор Данаид, то есть целый коллектив из 50 человек, основная часть текста приходится именно на хоровые партии с небольшими вкраплениями диалогов, развития характеров нет, индивидуальные персонажи обрисованы крайне схематично.
Возможности для более точной датировки появились после публикации в 1952 году папирусного отрывка из сообщения о постановке (дидаскалии). В этом отрывке упоминается Софокл, начавший театральную деятельность в 470 году до н. э., и, возможно, упоминается архонт Архедемид, занимавший высшую должность в 463 году до н. э. Однако существует мнение, что в дидаскалии речь идёт о посмертной постановке; в этом случае данный текст не помогает датировать трагедию.

## Сюжет
Трагедия написана на тему из аргосского мифологического цикла. Пятьдесят сестёр Данаид прибывают в Аргос, спасаясь от своих двоюродных братьев Египтиадов, принуждающих их к браку, и просят о приюте местного царя Пеласга. Тот понимает, что согласие навлечёт военную угрозу на Аргос; противоречие между долгом гостеприимства и любовью к родине и создаёт трагический конфликт. В финале Данаиды получают убежище по решению народного собрания, но здесь проявляется зародыш конфликта, который будет развиваться в следующих частях цикла: героини заявляют о своём отказе от замужества в принципе, а хор служительниц отвечает на это, что сопротивление браку — нарушение воли богини Афродиты.
Действие «Просительниц» происходит на равнине близ Аргоса, перед алтарём олимпийских богов. Помимо хора, в античных спектаклях пьесы могли быть задействованы всего два актёра: одному следовало играть Даная и глашатая Египтиадов, другому — Пеласга.
Миф о Данаидах рассказывает о переходе от коллективного брака к индивидуальному. В пьесе Эсхила к этому прибавляется отрицание насилия, идея брака как осознанного выбора двух сторон, осознаваемая при этом как выдающееся достижение общества. Египтиады становятся олицетворением варварского мира, грубого и агрессивного, враждебного по отношению к Элладе, которую олицетворяют Данаиды.
Пьеса под названием «Просительницы» есть у Еврипида, но в ней совершенно другой сюжет.

## Издание на русском языке
- Эсхил. Просительницы. Перевод с древнегреч. С. К. Апта. Комментарий Н. М. Подземской. // Эсхил. Трагедии. М., «Искусство», 1978. Сверено с изданием: М., «Худож. литература», 1971.
- Эсхил. Просительницы. Перевод В. И. Иванова (стихи 1—323), А. И. Пиотровского (стихи 324—1074) // Эсхил. Трагедии. М., 1989 (Серия «Литературные памятники»). С. 5—15, 198—221.